# Dual (varumärke)

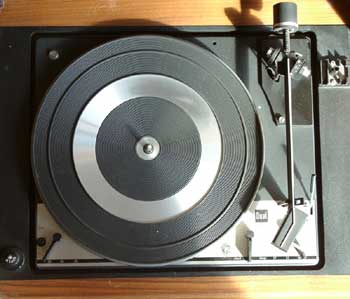
Modell 1215.

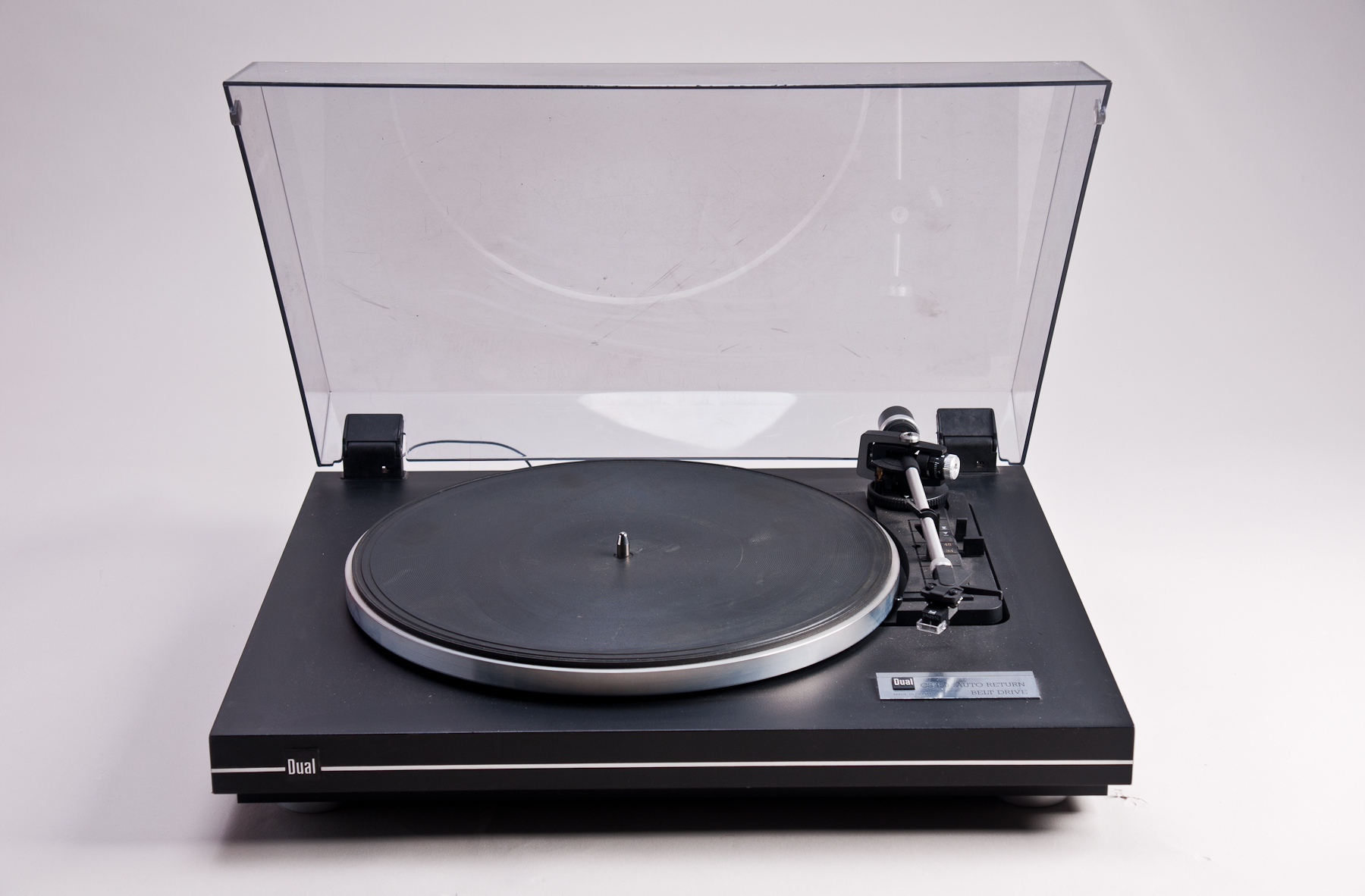
Dual CS450 record player, 1989.

Företaget Dual grundades 1907 av bröderna Steidinger i St. Georgen im Schwarzwald. Dual var tidvis den största tillverkaren av grammofoner och hade som mest över 3000 anställda. De europeiska rättigheterna till varumärket ägs idag av DGC GmbH i Landsberg am Lech.